# Calanthe salaccensis
Calanthe salaccensis är en orkidéart som beskrevs av Johannes Jacobus Smith. Calanthe salaccensis ingår i släktet Calanthe och familjen orkidéer. Inga underarter finns listade i Catalogue of Life.